# Berta Pfister-Lex
Berta Pfister-Lex (* 24. Dezember 1920 in Graz; † 26. Dezember 2016 in Irdning) war eine österreichische Künstlerin und Restauratorin. Ihre Spezialgebiete waren religiöse Hinterglasmalerei und Restaurierung und Erhaltung alter Volkskunst. 

## Leben und Werk
Von 1935 bis 1939 absolvierte Berta Pfister-Lex ein Studium an der Bundesgewerbeschule am Ortweinplatz in Graz bei den Professoren Hans Adametz (Keramik), Rudolf Szyskovitz (Figurales Zeichnen) und ab 1943 in der Meisterklasse bei Fritz Silberbauer.
Seit 1945 ist sie als Malerin und Grafikerin im steirischen Ennstal tätig und restaurierte anfangs im Auftrag der Kunstabteilung der steiermärkischen Landesregierung und später als freischaffende Künstlerin alte Volkskunst, Tafelbilder für Kirchen und Kapellen, Exponate im Auftrag für Museen, Ölgemälde, Hinterglas, Grafik etc. Sie trug wesentlich zur Erhaltung der bäuerlichen Volkskunst und wertvoller alter Bauernmöbel bei. 
Unter anderem war sie künstlerisch für das Österreichische Freilichtmuseum unter Viktor H. Pöttler in Stübing, für das Landesmuseum Joanneum in Graz und für das Steiermärkische Landesmuseum Schloss Trautenfels tätig. Während ihrer künstlerischen Arbeit bildete sie junge aufstrebenden Nachwuchskünstler im Bereich Restaurierung aus. Ab 1978 wurden ihre Bilder bei Einzelausstellungen im In- und Ausland ausgestellt sowie bei Sammelausstellungen mit dem Steiermärkischen Kunstverein-Werkbund im Künstlerhaus Graz.

## Auszeichnungen
- 1972: Goldenes Verdienstzeichen der Republik Österreich
- 1982: Goldenes Ehrenzeichen des Landes Steiermark
- 2011: Großes Ehrenzeichen des Landes Steiermark

## Mitgliedschaften
- 1953: Ennstaler Künstlergilde
- 1964: Österreichischer Werkbund
- 1991: Vereinigung bildender Künstler Steiermark